# Augsburger Börse

Augsburger Börse (Gebäude Nr. 214) auf einer historischen Flurkarte (Bayerische Uraufnahme, zwischen 1828 und 1864)

Die Augsburger Börse entstand 1540, vorangetrieben durch die Handelsaktivitäten der Fugger. Zusammen mit der Nürnberger Börse war sie die erste Institution dieser Art in Deutschland. Mit der von den Nationalsozialisten zum 1. Januar 1935 erzwungenen Fusion der Münchner und der Augsburger Börse zur Bayerischen Wertpapierbörse mit Sitz in München wurde die Augsburger Börse geschlossen.
Seit 1830 befand sich die Augsburger Börse in einem repräsentativen Gebäude direkt vor dem Augsburger Rathaus, am Ludwigsplatz bzw. Beginn der Maximilianstraße, wo sich der heutige Rathausplatz befindet. Nach dem Ende des Börsenbetriebs nutzte unter anderem der Reichsrundfunk den Bau und eröffnete dort am 10. September 1937 einen Sender mit zwei Studios.
Bei dem Luftangriff auf Augsburg im Februar 1944 erlitt das Börsengebäude erhebliche Schäden. Die Ruine war bereits 1949 bis auf das Erdgeschoss abgetragen worden, die Gebäudereste wurden zu Beginn der 1960er Jahre beseitigt. Nachdem Pläne der Stadtsparkasse Augsburg, am ehemaligen Standort der Börse einen Neubau ihrer Hauptstelle zu errichten, Mitte der 1960er Jahre an Bürgerprotesten gescheitert waren, wurde das Gelände Teil des neuen Rathausplatzes, was seitdem auch den – ehemals vom Börsengebäude verstellten – Blick auf die gesamte Westfront des Augsburger Rathauses ermöglicht. Auch das „Kanzleigäßchen“, die einstige Wegeverbindung von der Maximilian- zur Philippine-Welser-Straße, die zwischen der Börse und dem städtischen Verwaltungsgebäude verlief, gehört seit dem Abbruch des Börsengebäudes zum Rathausplatz.